# Chile dátil
El chile dátil nelson protales, es un tipo de chile originario de Menorca llevado a la Florida en el siglo XVIII, donde actualmente es muy conocido y hay un festival anual que lleva su nombre. Estos pimientos miden de 4 a 5 centímetros de largo y decoloran durante la maduración de verde a amarillo.
| Origen                     | Origen                     | Origen                     | Origen                     | Origen                     | Origen                     | Menorca (España)                      | Menorca (España)                      | Menorca (España)                      | Menorca (España)                      | Menorca (España)                      | Menorca (España)                      | Menorca (España)                      | Menorca (España)                      | Menorca (España)                      | Menorca (España)                      | Menorca (España)                      | Menorca (España)                      | Menorca (España)                      | Menorca (España)                      | Menorca (España)                      | Menorca (España)                      | Menorca (España)                      | Menorca (España)                      | Menorca (España)                      | Menorca (España)                      | Menorca (España)                      |
| Distancia entre plantas    | Distancia entre plantas    | Distancia entre plantas    | Distancia entre plantas    | Distancia entre plantas    | Distancia entre plantas    | 40 centímetros                        | 40 centímetros                        | 40 centímetros                        | 40 centímetros                        | 40 centímetros                        | 40 centímetros                        | 40 centímetros                        | 40 centímetros                        | 40 centímetros                        | 40 centímetros                        | 40 centímetros                        | 40 centímetros                        | 40 centímetros                        | 40 centímetros                        | 40 centímetros                        | 40 centímetros                        | 40 centímetros                        | 40 centímetros                        | 40 centímetros                        | 40 centímetros                        | 40 centímetros                        |
| Distancia entre semillas   | Distancia entre semillas   | Distancia entre semillas   | Distancia entre semillas   | Distancia entre semillas   | Distancia entre semillas   | 5 centímetros                         | 5 centímetros                         | 5 centímetros                         | 5 centímetros                         | 5 centímetros                         | 5 centímetros                         | 5 centímetros                         | 5 centímetros                         | 5 centímetros                         | 5 centímetros                         | 5 centímetros                         | 5 centímetros                         | 5 centímetros                         | 5 centímetros                         | 5 centímetros                         | 5 centímetros                         | 5 centímetros                         | 5 centímetros                         | 5 centímetros                         | 5 centímetros                         | 5 centímetros                         |
| Ancho de la planta         | Ancho de la planta         | Ancho de la planta         | Ancho de la planta         | Ancho de la planta         | Ancho de la planta         | 30 centímetros                        | 30 centímetros                        | 30 centímetros                        | 30 centímetros                        | 30 centímetros                        | 30 centímetros                        | 30 centímetros                        | 30 centímetros                        | 30 centímetros                        | 30 centímetros                        | 30 centímetros                        | 30 centímetros                        | 30 centímetros                        | 30 centímetros                        | 30 centímetros                        | 30 centímetros                        | 30 centímetros                        | 30 centímetros                        | 30 centímetros                        | 30 centímetros                        | 30 centímetros                        |
| Familia                    | Familia                    | Familia                    | Familia                    | Familia                    | Familia                    | Capsicum Chinese                      | Capsicum Chinese                      | Capsicum Chinese                      | Capsicum Chinese                      | Capsicum Chinese                      | Capsicum Chinese                      | Capsicum Chinese                      | Capsicum Chinese                      | Capsicum Chinese                      | Capsicum Chinese                      | Capsicum Chinese                      | Capsicum Chinese                      | Capsicum Chinese                      | Capsicum Chinese                      | Capsicum Chinese                      | Capsicum Chinese                      | Capsicum Chinese                      | Capsicum Chinese                      | Capsicum Chinese                      | Capsicum Chinese                      | Capsicum Chinese                      |
| Color de la flor           | Color de la flor           | Color de la flor           | Color de la flor           | Color de la flor           | Color de la flor           | Blanco / amarillo                     | Blanco / amarillo                     | Blanco / amarillo                     | Blanco / amarillo                     | Blanco / amarillo                     | Blanco / amarillo                     | Blanco / amarillo                     | Blanco / amarillo                     | Blanco / amarillo                     | Blanco / amarillo                     | Blanco / amarillo                     | Blanco / amarillo                     | Blanco / amarillo                     | Blanco / amarillo                     | Blanco / amarillo                     | Blanco / amarillo                     | Blanco / amarillo                     | Blanco / amarillo                     | Blanco / amarillo                     | Blanco / amarillo                     | Blanco / amarillo                     |
| Temperatura para crecer    | Temperatura para crecer    | Temperatura para crecer    | Temperatura para crecer    | Temperatura para crecer    | Temperatura para crecer    | de 14ºC hasta 25ºC                    | de 14ºC hasta 25ºC                    | de 14ºC hasta 25ºC                    | de 14ºC hasta 25ºC                    | de 14ºC hasta 25ºC                    | de 14ºC hasta 25ºC                    | de 14ºC hasta 25ºC                    | de 14ºC hasta 25ºC                    | de 14ºC hasta 25ºC                    | de 14ºC hasta 25ºC                    | de 14ºC hasta 25ºC                    | de 14ºC hasta 25ºC                    | de 14ºC hasta 25ºC                    | de 14ºC hasta 25ºC                    | de 14ºC hasta 25ºC                    | de 14ºC hasta 25ºC                    | de 14ºC hasta 25ºC                    | de 14ºC hasta 25ºC                    | de 14ºC hasta 25ºC                    | de 14ºC hasta 25ºC                    | de 14ºC hasta 25ºC                    |
| Luz                        | Luz                        | Luz                        | Luz                        | Luz                        | Luz                        | Al pleno sol                          | Al pleno sol                          | Al pleno sol                          | Al pleno sol                          | Al pleno sol                          | Al pleno sol                          | Al pleno sol                          | Al pleno sol                          | Al pleno sol                          | Al pleno sol                          | Al pleno sol                          | Al pleno sol                          | Al pleno sol                          | Al pleno sol                          | Al pleno sol                          | Al pleno sol                          | Al pleno sol                          | Al pleno sol                          | Al pleno sol                          | Al pleno sol                          | Al pleno sol                          |
| Altura de la planta        | Altura de la planta        | Altura de la planta        | Altura de la planta        | Altura de la planta        | Altura de la planta        | 40 – 50 centímetros                   | 40 – 50 centímetros                   | 40 – 50 centímetros                   | 40 – 50 centímetros                   | 40 – 50 centímetros                   | 40 – 50 centímetros                   | 40 – 50 centímetros                   | 40 – 50 centímetros                   | 40 – 50 centímetros                   | 40 – 50 centímetros                   | 40 – 50 centímetros                   | 40 – 50 centímetros                   | 40 – 50 centímetros                   | 40 – 50 centímetros                   | 40 – 50 centímetros                   | 40 – 50 centímetros                   | 40 – 50 centímetros                   | 40 – 50 centímetros                   | 40 – 50 centímetros                   | 40 – 50 centímetros                   | 40 – 50 centímetros                   |
| Rendimiento                | Rendimiento                | Rendimiento                | Rendimiento                | Rendimiento                | Rendimiento                | Suficiente                            | Suficiente                            | Suficiente                            | Suficiente                            | Suficiente                            | Suficiente                            | Suficiente                            | Suficiente                            | Suficiente                            | Suficiente                            | Suficiente                            | Suficiente                            | Suficiente                            | Suficiente                            | Suficiente                            | Suficiente                            | Suficiente                            | Suficiente                            | Suficiente                            | Suficiente                            | Suficiente                            |
| Picor                      | Picor                      | Picor                      | Picor                      | Picor                      | Picor                      | 100,000–350,000 en la escala Scoville | 100,000–350,000 en la escala Scoville | 100,000–350,000 en la escala Scoville | 100,000–350,000 en la escala Scoville | 100,000–350,000 en la escala Scoville | 100,000–350,000 en la escala Scoville | 100,000–350,000 en la escala Scoville | 100,000–350,000 en la escala Scoville | 100,000–350,000 en la escala Scoville | 100,000–350,000 en la escala Scoville | 100,000–350,000 en la escala Scoville | 100,000–350,000 en la escala Scoville | 100,000–350,000 en la escala Scoville | 100,000–350,000 en la escala Scoville | 100,000–350,000 en la escala Scoville | 100,000–350,000 en la escala Scoville | 100,000–350,000 en la escala Scoville | 100,000–350,000 en la escala Scoville | 100,000–350,000 en la escala Scoville | 100,000–350,000 en la escala Scoville | 100,000–350,000 en la escala Scoville |
| Tiempo mínimo para cosecha | Tiempo mínimo para cosecha | Tiempo mínimo para cosecha | Tiempo mínimo para cosecha | Tiempo mínimo para cosecha | Tiempo mínimo para cosecha | 90 días                               | 90 días                               | 90 días                               | 90 días                               | 90 días                               | 90 días                               | 90 días                               | 90 días                               | 90 días                               | 90 días                               | 90 días                               | 90 días                               | 90 días                               | 90 días                               | 90 días                               | 90 días                               | 90 días                               | 90 días                               | 90 días                               | 90 días                               | 90 días                               |
| Profundidad de siembra     | Profundidad de siembra     | Profundidad de siembra     | Profundidad de siembra     | Profundidad de siembra     | Profundidad de siembra     | 0,5 centímetros                       | 0,5 centímetros                       | 0,5 centímetros                       | 0,5 centímetros                       | 0,5 centímetros                       | 0,5 centímetros                       | 0,5 centímetros                       | 0,5 centímetros                       | 0,5 centímetros                       | 0,5 centímetros                       | 0,5 centímetros                       | 0,5 centímetros                       | 0,5 centímetros                       | 0,5 centímetros                       | 0,5 centímetros                       | 0,5 centímetros                       | 0,5 centímetros                       | 0,5 centímetros                       | 0,5 centímetros                       | 0,5 centímetros                       | 0,5 centímetros                       |
| Temperatura de germinación | Temperatura de germinación | Temperatura de germinación | Temperatura de germinación | Temperatura de germinación | Temperatura de germinación | 18°C hasta 32°C                       | 18°C hasta 32°C                       | 18°C hasta 32°C                       | 18°C hasta 32°C                       | 18°C hasta 32°C                       | 18°C hasta 32°C                       | 18°C hasta 32°C                       | 18°C hasta 32°C                       | 18°C hasta 32°C                       | 18°C hasta 32°C                       | 18°C hasta 32°C                       | 18°C hasta 32°C                       | 18°C hasta 32°C                       | 18°C hasta 32°C                       | 18°C hasta 32°C                       | 18°C hasta 32°C                       | 18°C hasta 32°C                       | 18°C hasta 32°C                       | 18°C hasta 32°C                       | 18°C hasta 32°C                       | 18°C hasta 32°C                       |